# Telegrafenanstalt
Als Telegrafenanstalt (historisch auch Telegrafenamt oder Telegraphenagentur) bezeichnete man eine Betriebsstätte im hoheitlichen Dienst, die für die Wahrnehmung des öffentlichen Telegrafendienstes bestimmt waren. Die Telegrafenanstalten wurden Ende des 19. Jahrhunderts häufig mit den Postanstalten vereinigt und, wie die Postämter, der Oberpostdirektion des Bezirks untergeordnet. 1849 wurden optische Telegrafenanstalten in elektrische Telegrafenanstalten umgewandelt. Solche Gebäude wurden in Deutschland häufig stadtbildprägend wie beispielsweise das Telegrafenamt Naumburg, das Telehaus (Mainz), die Hauptpost Königsberg oder die Hauptpost Frankfurt (Oder).